# Verner Järvinen

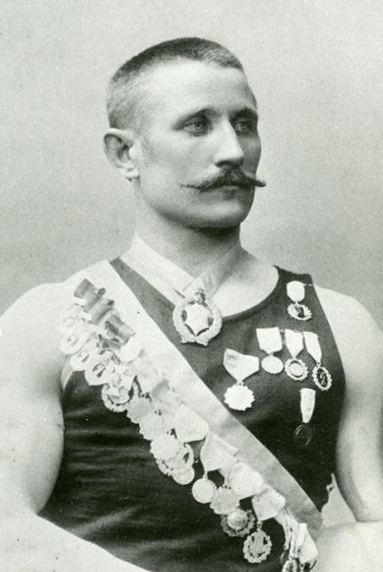
Verner Järvinen.

Verner Järvinen, född 4 mars 1870 i Ruovesi, död 31 januari 1941 i Tammerfors, var en finländsk idrottsman.
Järvinen blev olympisk guldmedaljör i antik diskuskastning i Aten 1906. Han deltog även i olympiska spelen i London 1908 (3:e plats i antik diskuskastning och 4:e i modern) och satte samma år världsrekord i modern diskuskastning med resultatet 44,84 meter. 
Järvinen, känd som "Isä Järvinen" (Fader Järvinen), hade fyra söner, av vilka tre tillhörde idrottseliten: Kalle Järvinen (1903–1941), kulstötare, Akilles Järvinen (1905–1943), tiokampare, och Matti Järvinen (1909–1985), spjutkastare.